# 동물원역 (베이징)
동물원역(중국어: 动物园站)은 중국 베이징시 시청구 젠롄루 가도 시즈먼 외대가베이징 동물원앞에 위치한 베이징 지하철 4호선의 지하철역으로 베이징 동물원 정문과 근접해 있다. 2009년 9월 28일 4호선이 개통과 함께 개장되어 운영됐다. 동물원역은 동물원 대형 교통환승센터(动物园大型公交枢纽)와도 연결된다.

## 위치
동물원 역은 베이징 동물원 남문앞 광장 남쪽에 위치하고 있으며, 시즈먼 외대가(西直门外大街)를 따라 동서방향으로 배치되어 있다.

## 역 구조
동물원역은 지하 섬식 승강장으로 설계됐다. 지하 3층 3경간 구조로 개착식 공법으로 시공하였다. 역의 총 길이는 189.9m, 표준구간은 총 너비 20.9m, 바닥 깊이는 약 29m이다. 지하 2층에는 서로 연결되어 있는 대합실이며, 지하 3층에 승강장이 있다. 역 동쪽 끝은 광산법 공사구간 터널, 서쪽 끝은 실드공법 구간 터널로 연결된다.

### 층별 구조
| 지면층   | 거리                            | A-D출구                                    |
| 지하 1층 | 지하상가층                      | 상점, 횡단통로                             |
| 지하 2층 | 대합실                          | 문의/매표소、자동발매기、자동조회기 경무실 |
| 지하 3층 | ←                               | ■ 4호선 안허차오베이 방면(국가도서관)      |
| 지하 3층 | 섬식 승강장, 왼쪽 출입문이 열림 |                                            |
| 지하 3층 | →                               | ■ 4호선 톈궁위안 방면 (다싱선) (시즈먼)    |

### 대합실

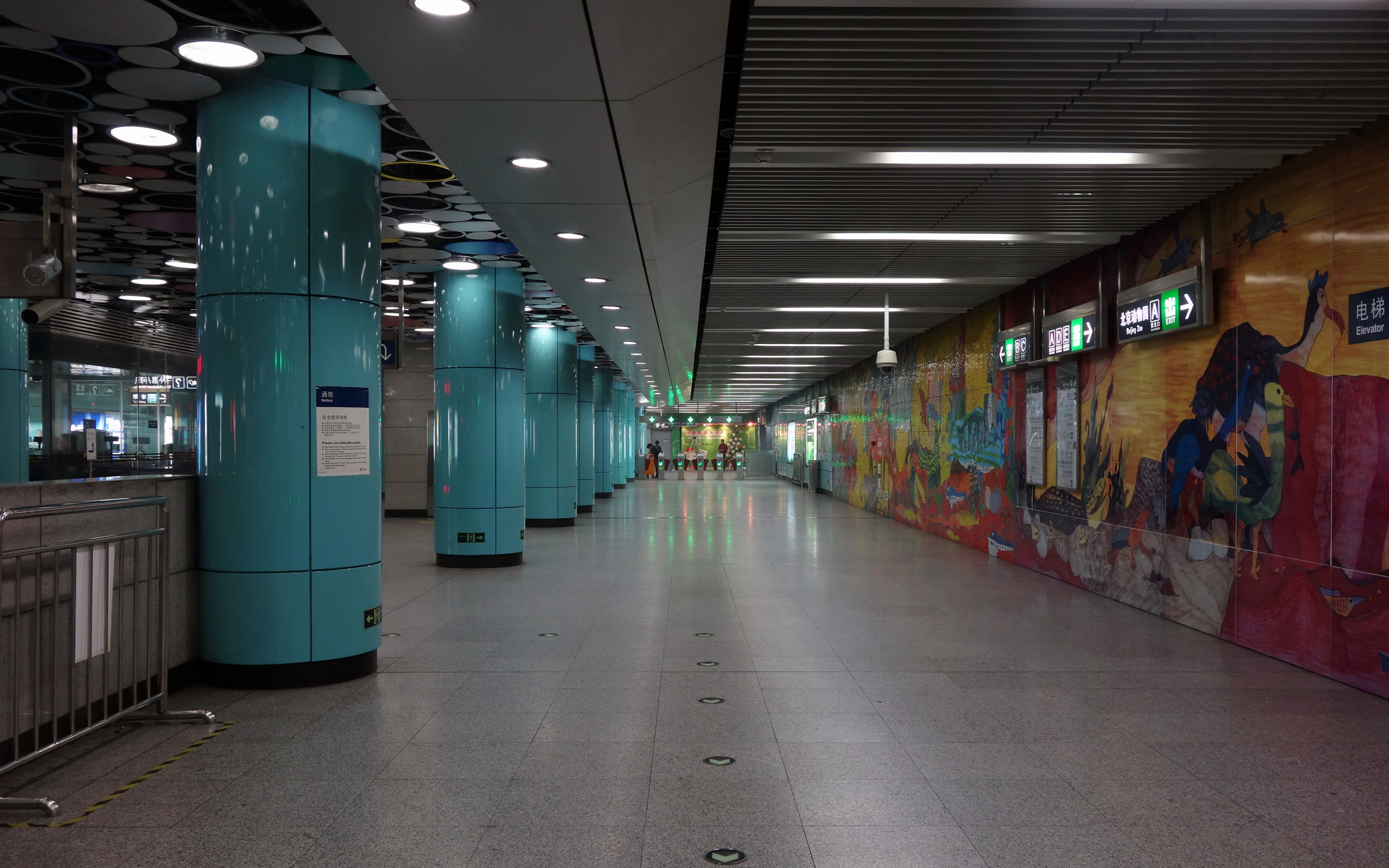
동물원역 대합실

동물원역 대합실은 지하 2층에 있으며, 남쪽은 운임구역으로 구분되어 있다. 대합실 중앙은 승강장층으로 가는 엘리베이터, 운임구역의 동·서쪽에 대합실과 승강장을 연결하는 계단과 상행 에스컬레이터가 있다.

### 승강장

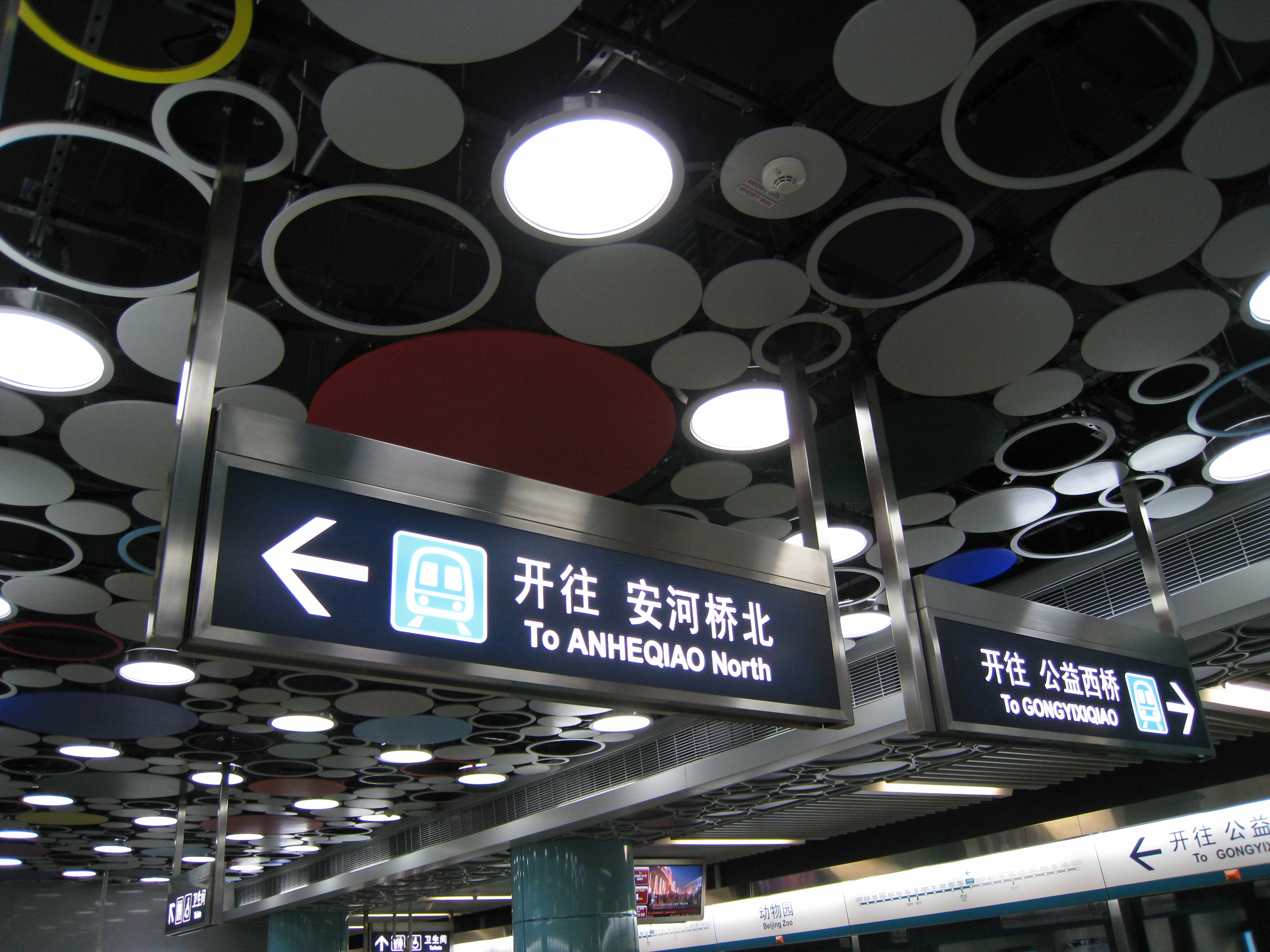
"풍선"을 묘사한 동물원역 승강장 천장

동물원역에는 시즈먼 외대가 아래에 1개의 섬식 승강장이 설치되어 있다. 본역의 공중화장실은 승강장 동쪽 끝에 있다. 본역의 승강장 동쪽 끝에는 회차선 하나가 설치되어 있다.

### 출구
동물원역은 3개의 출구가 있다.:서북(A), 동남(C), 서남(D). 시즈먼 외대가 북쪽의 A출구는 베이징 동물원 정문에 인접해 있다. 시즈먼 외대가 남쪽의 C출구는 동물원 환승센터에 인접해 있다. D출구는 베이징 천문관과 인접해 있다. A출구에는 엘리베이터와 같은 무장애 시설이 있다.
|                         |               |                                                                |      |                  |
| 출구                    | 지시          | 출구 인근                                                      | 사진 | 무장애 시설 사진 |
| 出口 · A                | 시즈먼 외대가 | 시즈먼 외대가(북측), 베이징 동물원, 동물원 파출소, 카이솬 빌딩 |      |                  |
| 出口 · C                | 시즈먼 외대가 | 동물원 버스환승센터(动物园公交枢纽)                            |      |                  |
| 出口 · D                | 시즈먼 외대가 | 시즈먼 외대가(남측), 베이징 천문관, 중국 고대 동물 박물관      |      |                  |
| 아이콘 설명: 엘리베이터 |               |                                                                |      |                  |

### 역 장식물
베이징 동물원 방향의 A출구 옆에는 어린이 그림 동물 벽화를, 베이징 천문관 방향의 D출구 옆에는 천문학과 별 하늘을 주제로 한 벽화를 설치했다. 역의 대합실과 승강장 천장에는 아이들의 손에든 풍선을 상징하는 다양한 색상의 원형무늬가 있다.

## 운영
동물원역은 개통 후 주요 공휴일에 많은 승객들이 몰려 드는 압력에 직면하고 있으며, 도매시장과 버스환승센터, 베이징 동물원, 베이징 천문관 등의 관광지가 주변에 있어 휴일 이용객의 혼잡 시간동안 제한 조치를 취하고, 이용객이 극심할 경우 열차를 정차하지 않는 임시 폐쇄조치를 취하고 있다. 2014년 초 동물원 도매시장 이전을 위한 발의가 제안되었다.

## 인근 역세권
- 베이징 동물원
  - 베이징 해양관
- 베이징 천문관

## 사건·사고
2011년 7월 5일 오전 9시 36분, 이 역 로비에서 A출구까지 운행하던 오티스 에스컬레이터가 갑자기 아래로 떨어져 내려가 에스컬레이터 위 수십 명이 높은 곳에서 떨어져 1명이 숨지고 30명이 다쳤다. 예비 조사에 따르면 사고의 직접적인 원인은 고정 부품이 파손되고, 에스컬레이터 구동 본체가 변위되면서 구동 체인이 떨어져 나가고, 에스컬레이터가 작동하는 동력 겸 제동계통이 작동하지 않아 고부하 상태에도 계단이 떨어져 내려온 것으로 조사되었다. 사고 직후 동물원역과 시즈먼역 등 같은 모델의 에스컬레이터 10개가 폐사했다. 2012년 1월 1일 이 에스컬레이터는 베이징시 품질기술감독국의 검수를 거쳐 복원되었다.

## 같이 보기
- 베이징 동물원